# Francis Robin
Francis Robin est un instituteur, historien de la résistance en Mayenne, né le 1er août 1902 à Craon (Mayenne) et mort le 22 octobre 1977 à Laval.

## Biographie
Élève de l'École normale supérieure, il devient en 1921 instituteur, puis directeur d'école à La Roë, puis directeur d'école et secrétaire de mairie à Bouère entre 1928 et 1937. Il rejoint en 1938 le cours complémentaire de Laval comme professeur de français et de sciences humaines. Il est prisonnier en Allemagne pendant la Seconde Guerre mondiale, et retrouve son poste, où il reste jusqu'en 1957. Il est secrétaire du Syndicat national des instituteurs de la Mayenne de 1944 à 1956. Il est à partir d'octobre 1944, responsable de la société de secours mutuel, et à partir de 1946 vice-président de la MGEN du même département.
Il consacre sa retraite à la recherche historique en créant un groupe de recherches sur les Parlers et traditions du Bas Maine et du Haut Anjou, et comme correspondant du Comité français d'Histoire de la Seconde guerre mondiale, il publie en 1973 un ouvrage de référence La Mayenne de 1940 à 1944.
Une rue porte son nom à Laval.

## Sources
- anciens-cc-ceg53laval.fr